# Polittico Peruzzi

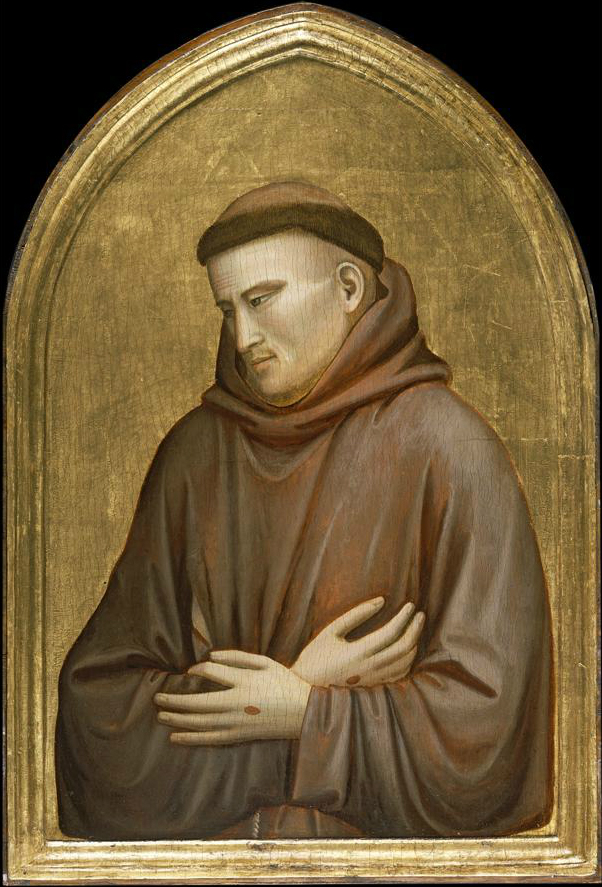
Il San Francesco

Il Polittico Peruzzi è un dipinto a tempera e oro su tavola (105,7x250,2 cm) di Giotto e aiuti, databile al 1318-1322 circa e conservato a Museo d'arte della Carolina del Nord di Raleigh, proveniente dalla Cappella Peruzzi in Santa Croce a Firenze.

## Storia
Il polittico decorava l'altare della Cappella Peruzzi e fu verosimilmente realizzato in contemporanea con gli affreschi. La pala venne smembrata e dispersa, per essere ricostruita nella collezione Kress. Inizialmente esposta alla National Gallery di Washington venne poi destinata al museo di Raleigh, capitale della Carolina del Nord.
Il primo a pubblicare quattro dei cinque pannelli (quelli laterali) fu Sirén nel 1923, che propose il nome di Stefano Fiorentino o comunque di un dotato allievo. Fu Suida nel 1931 a ricomporre il polittico e collegarlo all'altare Peruzzi, ipotizzando un intervento diretto del maestro almeno nelle teste del Redentore, di san Francesco e del Battista. Altre oscillazioni attributive si sono registrate nella critica successiva, con scarso accordo tra gli studiosi (van Marle, Offner, Venturi, Fiocco, Berenson, Longhi, Toesca, Zeri, Shaffran, Gnudi, ecc.).
Al picco della fama e oberato dalle richieste, Giotto dovette ricorrere sempre maggiormente ad aiuti e metodi sbrigativi di lavoro, come dimostrano le decorazioni della cappella eseguite in larga parte a secco invece che a "buon fresco". Anche il polittico, sebbene ideato dal maestro, dovette essere in larga parte realizzato dalla bottega.

## Descrizione e stile
Il polittico ha cinque scomparti a forma centinata, con archetto a sensto acuto. Originariamente è probabile che fosse dotato anche di cimase di forma triangolare su ciascun pannello, solitamente riempite da tondi con santi o rappresentazioni di angeli: tale schema è suggerito dalla cornice moderna, ma non si ha traccia di rappresentazioni accessorie.
I santi sono a mezzo busto, come nel precedente Polittico di Badia. Al centro si trova il Redentore benedicente, che leva la mano destra mostrando il segno della crocifissione e con la sinistra tiene il libro delle Scritture. Ha una posizione fissa e ieratica, sottolineata anche dalla particolare aureola con la rappresentazione della croce che lo contraddistingue. Ai lati si trovano Giovanni evangelista, la Madonna, Giovanni Battista e Francesco d'Assisi. La scelta dei santi è strettamente legata alla cappella, dedicata ai due san Giovanni. Nella parete sinistra si trovano infatti Scene della vita di san Giovanni Evangelista e in quella destra del Battista: non a caso i due santi appaiono scambiati nel polittico, ciascuno rivolto verso le proprie Storie.
La presenza di san Francesco rimanda poi ai Francescani che sono responsabili della basilica fiorentina.
Lo stile figurativo è simile a quello della cappella anche se i santi sono inseriti in un contesto neutro e povero di elementi decorativi ma, comunque, molto saldi nella loro volumetria.